# جيمس إي. مارك
جيمس إي. مارك (بالإنجليزية: James E. Mark)‏ هو مهندس أمريكي، ولد في 14 ديسمبر 1934، وتوفي في 23 سبتمبر 2017.